# Кононенко Данило Андрійович
Дани́ло Андрі́йович Кононе́нко  (нар. 1 січня 1942, село Ребедайлівка, Кам'янський район, Черкаська область — пом. 15 січня 2015, Сімферополь, АР Крим) — український поет, перекладач, публіцист. Член Національної Спілки письменників України. Заслужений діяч мистецтв АРК, Заслужений журналіст України.

## Життєпис
Закінчив середню школу в с. Кам'янка. Вищу освіту дістав в Сімферопольському педінституті.
Данило Кононенко — один з фундаторів поки що єдиної української газети на теренах автономії «Кримська світлиця», очолює в ній відділ літератури й мистецтва; шеф-редактор дитячої газети «Джерельце» (додаток до «КС»); заступник голови Кримського товариства «Україна-Світ», багато років очолював Кримську організацію Національної спілки письменників України.
Мешкав в Сімферополі.

## Творчий доробок. Збірки поезій
- «Джерело» (1972)
- «На весняному березі» (1979)
- «Квітучих соняхів оркестр» (1982)
- «З любові й добра» (1989)
- поетична антологія «Люблю тебе, мій Криме!». (перше видання 1988 року у видавництві «Таврія», друге, значно перероблене і доповнене, — 2008 року у видавництві «Доля».

Перекладач на українську мову — з білоруської — поезії Петруся Бровки, Г. Буравкіна, Максима Танка, С. Граховського, проза В. Бикова, В. Караткевича, Т. Бондар, В. Некляєва, Л. Арабей; з російської — поезії Л. Мартинова, В. Орлова, М. Брауна, Г. Петникова, В. Басирова та багатьох інших. Ще переклади з грузинської, таджицької, вірменської, угорської.
У 2016 р. в Сімферополі вийшла присвячена пам'яті Д. Кононенка книга «Цю землю я любив…». До неї увійшли спогади про поета його друзів, знайомих, колег по перу як з Криму, так і з інших регіонів, деякі вірші, світлини з родинного і редакційного архівів та бібліографічна довідка.
У 2020 р. в Сімферополі коштом родини поета була видана книга вибраних поезій «Життя моє, вклоняюсь я тобі…», куди увійшли вибрані поезії Д. Кононенка з п'яти його поетичних збірок, виданих у попередні роки, а також вірші, опубліковані в газеті «Кримська світлиця», де відомий письменник і журналіст впродовж понад двох десятиліть, аж до самої смерті, незмінно очолював відділ літератури. Останній розділ книги складають поетичні переклади Д. Кононенка з кримськотатарської, білоруської, російської та інших мов, більшість з яких публікуються вперше.

## Громадський діяч
Данило Кононенко — один з організаторів Товариства української мови в Криму, був першим його головою. Один з фундаторів першої та поки що єдиної української газети в Криму «Кримська світлиця», очолює в ній відділ літератури та мистецтва. Член ради Національної Спілки письменників України, заступник голови Кримського республіканського товариства «Україна», член правління Всекримського товариства «Просвіта» імені Тараса Шевченка.

## Нагороди
За внесок у відродження української культури в Криму голова Кримської ради республіканської організації Національної Спілки письменників України Данило Кононенко ушанований літературної премії імені Степана Руданського (2005).
Йому присуджено звання Заслуженого діяча мистецтв Автономної Республіки Крим.

## Літературний конкурс ім.Данила Кононенка «Ми діти твої, Україно!»
З лютого по квітень 2019 року проводився літературний конкурс ім. Данила Кононенка «Ми діти твої, Україно!», мета якого — пошук та нагородження талановитих, нікому не знаних молодих авторів. Нагородження відбулося 29 квітня у Києві в театрі на Подолі. Переможці отримали дипломи та цінні подарунки. Конкурс проводився у трьох номінаціях: «Поезія» (переможець Дарина Плитник), «Проза» (переможець Роман Бабій), «Публіцистика» (переможець Діана Ахметова). Гран-прі конкурсу отримала Ілона Котовщик.